# Pontaubault
Pontaubault település Franciaországban, Manche megyében. Lakosainak száma 576 fő (2022. január 1.). Pontaubault Juilley, Céaux, Poilley, Précey, Saint-Quentin-sur-le-Homme és Le Val-Saint-Père községekkel határos.

## Népesség
A település népességének változása:
| Lakosok száma | 375  | 473  | 492  | 469  | 496  | 533  | 555  | 569  | 576  | 576  |
|               | 1968 | 1982 | 1990 | 2006 | 2013 | 2015 | 2017 | 2019 | 2020 | 2022 |